# Phasia integra
Phasia integra là một loài ruồi trong họ Tachinidae.